# The Imposters
The Imposters (ook wel gespeld als The Impostors) is, volgens de originele uitzending, de zestiende aflevering van Thunderbirds, de Supermarionationtelevisieserie van Gerry Anderson. De aflevering werd voor het eerst uitgezonden op ATV Midlands op 13 januari 1966.
De aflevering was echter de 19e die geproduceerd werd. Derhalve wordt de aflevering tegenwoordig vaak als 19e aflevering in de serie uitgezonden.

## Verhaal
Een heli-jet van de World TV brengt verslaggever Eddie Kerr naar de plek van een ramp voor een primeur. Voor de eerste keer is de pers op tijd om een reddingsactie van International Rescue mee te maken. Kerr verklaart dat bij het Aeronautical Research Station een man vast is komen te zitten in een put en dat International Rescue te hulp is gekomen. Hij en zijn cameraman haasten zich naar de put. De kijkers van World TV weten niet wat de liefhebbers van de televisieserie wel weten: het getoonde voertuig is niet een van de Thunderbirds en de man die de redding heeft uitgevoerd is een onbekende, niet een van de Tracy-broers.
Op Tracy Eiland slaat het nieuws over de redding in als een bom. Jeff probeert zijn bezorgdheid te verhullen met het feit dat er een leven gered is, en ze daarom het feit dat iemand anders hun naam gebruikt maar door de vingers moeten zien. Al snel blijkt echter dat de “redding” gewoon een dekmantel was voor een inbraak. Uit de kluis van het Aeronautical Research Station zijn de bouwplannen van de AL4, een revolutionaire strategische straaljager, gestolen. Generaal Lambert van Stallite HQ gelooft dat dit al die tijd al de intentie was van International Rescue, aangezien ze voor de bouwplannen meer geld kunnen krijgen dan al hun voertuigen gekost moeten hebben. Hij beveelt een wereldwijde zoekactie naar de verraderlijke organisatie.
Terwijl marineschepen, tanks, radartrucks, heli-jets en zelfs de luchtmacht de aardbol afzoeken besluit Jeff dat International Rescue al zijn activiteiten moet staken totdat hun naam is gezuiverd. Om de echte daders op te sporen contacteert Jeff alle IR-agenten rond de wereld. Hij geeft bovendien Lady Penelope de opdracht de ooggetuigen van de redding/diefstal te interviewen. Zij en Parker vertrekken meteen naar de Verenigde Staten.
In een bos in Arizona ontdekt hillbilly Jeremiah Tuttle enkele vreemde bandensporen, vermoedelijk van een geland vliegtuig. Jeremiah blijkt zelf ook een IR-agent te zijn. Terug in zijn huis meldt hij zijn bevindingen aan Jeff, maar die vermoedt eerder dat het sporen zijn van een noodlanding. Jeremiah heeft het echter wel bij het rechte eind aangezien de criminelen, Jenkins en Carela, in een oude mijn vlak bij zijn huis zitten.
De eerste zoekactie heeft niets opgeleverd. Generaal Lambert laat daarom ook ruimtestations inzetten om eventuele raketlanceringen te detecteren. De satelliet Space Observatory 3, die het gebied rond Tracy Eiland in de gaten houdt, heeft echter technische problemen. Astronauten Hale en Elliott krijgen de opdracht de fout zo snel mogelijk te herstellen. Zolang de satelliet buiten gebruik is kunnen de Thunderbird-machines opstijgen, maar Jeff is er niet zeker van dat een redding kan worden uitgevoerd in de paar uur die de reparatie van de satelliet zal gaan duren.
Penelope doet zich voor als journalist van een Brits tijdschrift en ondervraagt Eddie Kerr. Hij beweert dat “International Rescue” met een EJ2-jet in zuidzuidwestelijke richting is vertrokken. Die richting, gecombineerd met de afstand die een EJ2 maximaal in een keer af kan leggen, maakt dat Jeremiah wellicht toch gelijk had over de bandensporen. Jeff stuurt Penelope om Jeremiah te ontmoeten.
Elliott is inmiddels klaar met de reparaties aan de buitenkant van Space Observatory 3, maar de reparaties aan de binnenkant zullen nog twee uur gaan duren. Wanneer Elliott weer via de luchtsluis naar binnen wil komen, drukt hij per ongeluk op een verkeerde knop op zijn pak waardoor hij in de ruimte wegdrijft. Op aarde zijn Jeremiah Tuttle en zijn moeder met hun ouderwetse auto op weg naar het afgesproken punt met Lady Penelope en Parker. Om er op tijd te zijn gebruikt Jeremiah de turbofunctie van zijn auto. Hierdoor halen ze zelfs een flitsende Hot Rod in, tot groot ongenoegen van de trotse eigenaar.
Hale roept Lambert op om Elliotts ongeluk te melden. Omdat een reddingsraket niet op tijd in hun sector kan zijn beveelt Lambert Hale om door te gaan met de interne reparaties. Elliott zal worden opgeofferd voor het doel van de missie. Op Tracy Eiland besluit Jeff na veel getwijfel om toch Alan en Scott in Thunderbird 3 eropuit te sturen, hoewel de satelliet snel weer gerepareerd zal zijn.
Ondertussen hebben Jeremiah en zijn moeder Penelope en Parker meegenomen naar hun huis. Jeremiah gelooft dat de mijn een perfecte schuilplaats zou zijn. Parker en Penelope proberen met FAB 1 bij de mijn te komen, maar komen vast te zitten in de modder. Ze gaan daarom te voet verder.
De apparatuur van Satellite HQ pikt een signaal op van de lancering van een niet geïdentificeerde raket, maar ze kunnen niet de exacte lanceringplek bepalen. Hale meldt dat de raket van International Rescue is en achter Elliott aangaat. Lambert beveelt hem echter om extra snel de reparaties af te werken, zodat ze Thunderbird 3 kunnen volgen als hij terugkeert naar de Aarde. In Thunderbird 3 lokaliseren Alan en Scott de vermiste astronaut met hun scanner.
Wanneer Jenkins en Carela zich klaarmaken om de mijn te verlaten en de gestolen AL4-plannen te verkopen, komen Parker en Penelope aan bij de mijn. Penelope wil een waarschuwingsschot afvuren, maar haar pistool zit vol modder en weigert dienst. Jenkins en Carela komen zelf naar buiten met geweren, maar een waarschuwingsschot van Jeremiah (die Penelope en Parker was gevolgd) dwingt hen terug de mijn in. Een blik bonen dat uiteindelijk een explosief blijkt te zijn is vervolgens genoeg om de twee te dwingen zich over te geven.
Na een dringend bericht van het Witte Huis te hebben ontvangen, staakt Lambert de zoekactie naar International Rescue. Ondertussen hebben Alan en Scott Elliott opgepikt en teruggebracht naar de satelliet. Hij feliciteert de twee met het feit dat hun naam gezuiverd is.

## Rolverdeling

### Reguliere stemacteurs
- Jeff Tracy — Peter Dyneley
- Scott Tracy — Shane Rimmer
- Virgil Tracy — David Holliday
- Alan Tracy — Matt Zimmerman
- Gordon Tracy — David Graham
- John Tracy — Ray Barrett
- Tin-Tin — Christine Finn
- Lady Penelope Creighton-Ward — Sylvia Anderson
- Aloysius Parker — David Graham

### Gastrollen
- Eddie Kerr — Matt Zimmerman
- Piloot van heli-jet — David Graham
- Jenkins — Ray Barrett
- Carela — David Graham
- Generaal Lambert — Ray Barrett
- Kolonel — Ray Barrett
- Jack — David Graham
- Search Control — David Graham
- Luchtmachtofficier — Peter Dyneley
- Luchtmachtluitenant — Peter Dyneley
- Kapitein Hanson — David Graham
- Co-Piloot van Fireflash  — Ray Barrett
- Stewardess van Fireflash — Sylvia Anderson
- Jeremiah Tuttle — Peter Dyneley
- Ma Tuttle — Sylvia Anderson
- Hale — Ray Barrett
- Elliott — David Graham
- Wakefield — Matt Zimmerman
- Eigenaar van Hot Rod — Matt Zimmerman

## Machines
De machines en voertuigen in deze aflevering zijn:
- Thunderbird 3
- Thunderbird 5
- FAB1
- Fireflash
- EJ2 Jet
- Heli-jet

## Fouten
- Alans kleren veranderen tussen het moment dat hij aan boord gaat van Thunderbird 3 en het moment dat hij met de lift in de cockpit van Thunderbird 3 komt. Deze fout vond ook al plaats in The Uninvited.
- Scotts kleding verandert ook in Thunderbird 3.
- Aan het einde van de aflevering bewegen Scotts lippen niet wanneer hij Elliotts opmerking over International Rescue bevestigt.

## Trivia
- In de openingsscène is Blanche Carter uit de aflevering City of Fire te zien tussen het publiek.
- De pop van de man die foto’s maakt van het valse International Rescue-team werd eerder gebruikt voor Kolonel Tim Casey in Edge of Impact.
- Dit is de enige aflevering waarin Thunderbird 2 niet voorkomt.